# 新田原基地
新田原基地（にゅうたばるひこうじょう、JASDF Nyutabaru Airbase）位於日本宫崎縣兒湯郡新富町，為九州島上最大的日本航空自衛隊基地，成立於1940年，是日本航空自衛隊西部航空方面隊第5戰鬥航空團的基地。
除下轄有第305飛行隊的第5航空團駐紮在此外，新田原基地的最重要點在於F-15J戰鬥機飛行教導隊的基地也在此。

## 配置單位
西部航空方面隊
- 第5航空團（日语：第5航空団）
  - 飛行群
    - 第305飛行隊（日语：第305飛行隊 (航空自衛隊)）：F-15J/DJ
- 西部航空設施隊（日语：西部航空施設隊）：第2作業隊

航空救難團
- 飛行群
  - 新田原救難隊（日语：新田原救難隊）：UH-60J、U-125A（日语：U-125 (航空機)）

航空教育集團
- 飛行教育航空隊（日语：飛行教育航空隊）
  - 第23飛行隊（日语：第305飛行隊 (航空自衛隊)）：F-15DJ、T-4

航空支援集團
- 航空管制群（日语：航空保安管制群）：新田原管制隊
- 航空氣象群（日语：航空気象群）：新田原氣象隊

陸上自衛隊西部方面隊
- 自衛隊宮崎地方協力本部（日语：自衛隊宮崎地方協力本部）
  - 新田原分駐所

航空警務隊
- 新田原地方警務隊

## 航空管制
| GND | 275.8MHz                                     |
| TWR | 126.2MHz,236.8MHz,304.5MHz                   |
| APP | 120.1MHz,120.9MHz 123.6MHz,261.2MHz 362.3MHz |
| MET | 344.6MHz                                     |